# كريستيان بولاك
كريستيان بولاك (بالفرنسية: Christian Polak)‏ هو عالم سياسة ومؤرخ فرنسي، ولد في 1 أغسطس 1950 في فرنسا.